# Gmina Mircze
Die Gmina Mircze ist eine Landgemeinde mit etwa 6800 Einwohnern im Powiat Hrubieszowski der Woiwodschaft Lublin in Polen. Ihr Sitz ist das gleichnamige Dorf mit mehr als 1400 Einwohnern.
Der Ort grenzt an Dołhobyczów, Hrubieszów, Łaszczów, Telatyn, Tyszowce, Werbkowice sowie an die Ukraine.

## Gliederung
Zur Landgemeinde Mircze gehören folgende 29 Ortschaften mit einem Schulzenamt:
Ameryka
Andrzejówka
Borsuk
Dąbrowa
Górka-Zabłocie
Kryłów
Kryłów-Kolonia
Łasków
Małków
Małków-Kolonia
Marysin
Miętkie
Miętkie-Kolonia
Mircze
Modryniec Wschodni
Modryniec Zachodni
Modryń
Modryń-Kolonia
Mołożów
Mołożów-Kolonia
Prehoryłe
Radostów
Rulikówka
Smoligów
Stara Wieś
Szychowice
Tuczapy
Wereszyn
Wiszniów
Weitere Orte der Gemeinde sind Szychowice Nowe und Małków Nowy.

## Persönlichkeiten
- Bogusław Kowalski (* 1964), Politiker und Abgeordneter des Sejm (2005–2011).